# Psychotria minimicalyx
Psychotria minimicalyx är en måreväxtart som beskrevs av Karl Moritz Schumann. Psychotria minimicalyx ingår i släktet Psychotria och familjen måreväxter. Inga underarter finns listade i Catalogue of Life.